# Рикар, Матьё
Матьё Рикар (фр. Matthieu Ricard; род. 15 февраля 1946, Экс-ле-Бен) — французский автор, пишущий о буддизме, переводчик и фотограф. Буддийский монах тибетской школы Ньингма. Проживает в монастыре Шечен в Непале.
С подачи тестировавших его научных центров, в прессе Матьё Рикар был прозван «самым счастливым человеком на свете».
Член совета директоров института «Ум и жизнь».

## Биография
Матьё Рикар родился в семье заметного парижского философа Жана-Франсуа Ревеля (первая фамилия Рикар) и вырос в интеллектуальной среде, окружавшей отца. В 1967 году он впервые посетил Индию.
В 1972 году он получил докторскую степень в области молекулярной генетики в Институте Пастера, после чего отошёл от научной деятельности в пользу практики тибетского буддизма.
Он отправился в Гималаи и изучал буддизм под руководством Кангьюра Ринпоче и других крупных тибетских мастеров. Затем он стал близким учеником и помощником Дилго Кьенце Ринпоче, и оставался с учителем до его смерти в 1991 году. С тех пор Матьё Рикар посвятил себя исполнению задач, возложенных на него учителем.
Владея познаниями как в буддизме, так и в области естественных наук, Матьё Рикар неоднократно привлекал внимание европейских интеллектуалов своими книгами. Его диалог с отцом, «Монах и философ», стал европейским бестселлером и был переведён на 21 язык.
Матьё Рикар перевёл с тибетского языка несколько книг, в том числе «Житие Шабкара».
Матьё Рикар также известен как фотограф, портфолио которого состоит из нескольких альбомов, посвящённых культуре тибетского буддизма.
Матьё Рикар — кавалер французского ордена «За заслуги», полученного за гуманитарную работу в странах Азии. Он направляет значительную часть своих усилий и авторских гонораров на благотворительные проекты в Азии, в том числе на строительство и поддержку больниц, школ и детских домов.
С 1989 года переводит речи Далай-ламы на французский язык.
Рикар был подопытным добровольцем в исследовании состояния счастья в Висконсинском университете, где набрал -0.45 баллов, что не было сравнимо ни с кем из сотен других добровольцев: +0.3 в этих экспериментах означали депрессию, а -0.3 огромное счастье.